# دومينيك دوز
دومينيك دوز (بالإنجليزية: Dominique Dawes) هي لاعبة جمباز فني أمريكية، ولدت في 20 نوفمبر 1976 في سيلفر سبرينغ في الولايات المتحدة.

## وصلات خارجية
- الموقع الرسمي
- دومينيك دوز على موقع الاتحاد الدولي للجمباز (licence) (الإنجليزية)
- دومينيك دوز على موقع الاتحاد الدولي للجمباز (biography) (الإنجليزية)
- دومينيك دوز على موقع اللجنة الأولمبية الدولية (الإنجليزية)
- دومينيك دوز على موقع أوليمبيديا (الإنجليزية)
- دومينيك دوز على موقع IMDb (الإنجليزية)
- دومينيك دوز على موقع ميوزك برينز (الإنجليزية)
- دومينيك دوز على موقع قاعدة بيانات برودواي على الإنترنت (الإنجليزية)
- دومينيك دوز على موقع إن إن دي بي (الإنجليزية)
- دومينيك دوز على موقع قاعدة بيانات الفيلم (الإنجليزية)